# Platyptilia omissalis
Platyptilia omissalis là một loài bướm đêm thuộc họ Pterophoridae. Nó được tìm thấy ở miền nam Queensland tới Victoria, tây nam Australia và Tasmania.
Một số tác giả xem nó là đồng nghĩa với Sinpunctiptilia emissalis.
Ấu trùng ăn lá các loài Parahebe, bao gồm Parahebe perfoliata. 